# El Ahuacoste
El Ahuacoste är en ort i Mexiko.   Den ligger i kommunen General Heliodoro Castillo och delstaten Guerrero, i den södra delen av landet, 200 km söder om huvudstaden Mexico City. El Ahuacoste ligger 1 493 meter över havet och antalet invånare är 112.
Terrängen runt El Ahuacoste är huvudsakligen kuperad, men åt sydväst är den bergig. Runt El Ahuacoste är det ganska glesbefolkat, med 21 invånare per kvadratkilometer. Närmaste större samhälle är Tlacotepec, 11,3 km väster om El Ahuacoste. I omgivningarna runt El Ahuacoste växer huvudsakligen savannskog.